# Lijst van afleveringen van The Blacklist
Dit is een lijst van afleveringen van The Blacklist, een Amerikaanse televisieserie.

## Overzicht
| Seizoen | Aantal afleveringen | Uitgezonden                     |  |
| ------- | ------------------- | ------------------------------- |  |
| 1       | 22                  | 23 september 2013 – 12 mei 2014 |  |
| 2       | 22                  | 22 september 2014 – 14 mei 2015 |  |
| 3       | 23                  | 1 oktober 2015 – 19 mei 2016    |  |
| 4       | 22                  | 22 september 2016 – 18 mei 2017 |  |
| 5       | 22                  | 27 september 2017 – 16 mei 2018 |  |
| 6       | 22                  | 3 januari 2019 – 17 mei 2019    |  |
| 7       | 19*                 | 4 oktober 2019 – 15 mei 2020    |  |
| 8       | 22                  | 13 november 2020 – 23 juni 2021 |  |
| 9       | 22                  | 22 oktober 2021 – 27 mei 2022   |  |
| 10      | 22                  | 26 februari 2021 – 13 juli 2023 |  |

* Seizoen 7 zou oorspronkelijk 22 afleveringen bevatten, echter door de coronacrisis heeft men de productie moeten staken. Hierdoor bevat aflevering 19 ook enkele computeranimaties.

## Seizoen 1 (2013-2014)
| Nr. | #  | Titel                     | Blacklist Nr.  | Regisseur         | Schrijver(s)                                                                | Datum uitzending  |
| --- | -- | ------------------------- | -------------- | ----------------- | --------------------------------------------------------------------------- | ----------------- |
| 1 | 1  | Pilot                     | Nr. 52         | Joe Carnahan      | Jon Bokenkamp                                                               | 23 september 2013 |
| Raymond Reddington geeft zichzelf aan bij de FBI om mee te helpen met de jacht op de terroristen; De eerste op The Blacklist is Ranko Zamani. |    |                           |                |                   |                                                                             |                   |
| 2 | 2  | The Freelancer            | Nr. 145        | Jace Alexander    | Jon Bokenkamp                                                               | 30 september 2013 |
| Reddington helpt met het oppakken van een huurmoordenaar die zijn doelwitten met een groot ongeluk elimineert, waardoor er meestal ook vele onschuldige mensen worden vermoord. |    |                           |                |                   |                                                                             |                   |
| 3 | 3  | Wujing                    | Nr. 84         | Michael Watkins   | Lukas Reiter                                                                | 7 oktober 2013    |
| In Shanghai wordt een CIA-agent vermoord en zijn laptop wordt ontvreemd. Met de afgehakte hand van de agent komen ze in de computer maar het bestand is gecodeerd. De spion, Wujing, huurt Reddington in om een computerbestand te ontcijferen waarin alle CIA-agenten staan. |    |                           |                |                   |                                                                             |                   |
| 4 | 4  | The Stewmaker             | Nr. 161        | Vince Misiano     | Patrick Massett & John Zinman                                               | 14 oktober 2013   |
| Terwijl Liz getuigt tegen een drugsbaron wordt de kroongetuige ontvoerd door "The Stewmaker"; Een man die zijn slachtoffers "opruimt" met chemicaliën. |    |                           |                |                   |                                                                             |                   |
| 5 | 5  | The Courier               | Nr. 85         | Nick Gomez        | John C. Kelley                                                              | 21 oktober 2013   |
| "The Courier" heeft de ziekte CIPA waardoor hij geen pijn kan voelen. Hierdoor kan hij zijn eigen lichaam gebruiken als vervoersmiddel van gevoelige informatie. |    |                           |                |                   |                                                                             |                   |
| 6 | 6  | Gina Zanetakos            | Nr. 152        | Adam Arkin        | Wendy West                                                                  | 28 oktober 2013   |
| Tom wordt naar de blacksite gebracht om verhoord te worden over een moord in het Angel Station Hotel. |    |                           |                |                   |                                                                             |                   |
| 7 | 7  | Frederick Barnes          | Nr. 47         | Micheal Watkins   | J. R. Orci                                                                  | 4 november 2013   |
| Naar aanleiding van aanslagen op de metro en de rechtbank komt het team erachter dat elk slachtoffer Kurtz heeft gekregen, net als de zoon van Barnes. Barnes is op zoek naar iemand die de aanslag heeft overleefd. Wanneer hij iemand vindt in de rechtszaal, neemt hij een monster van het beenmerg, om dit, als antigif, in te brengen bij zijn zoon.                                                                        |    |                           |                |                   |                                                                             |                   |
| 8 | 8  | General Ludd              | Nr. 109        | Stephen Surjik    | Amanda Kate Shuman                                                          | 11 november 2013  |
| Nadat een vrachtvliegtuig als gevolg van een explosie is neergestort, komt de FBI erachter dat ene General Ludd een opstand tegen het huidige betaalsysteem aan het veroorzaken is. |    |                           |                |                   |                                                                             |                   |
| 9 | 9  | Anslo Garrick             | Nr. 16         | Joe Carnahan      | Joe Carnahan & Jason George                                                 | 25 november 2013  |
| De blacksite wordt aangevallen door een terroristisch team, onder leiding van Anslo Garrick, in een poging Reddington gevangen te nemen. |    |                           |                |                   |                                                                             |                   |
| 10 | 10 | Anslo Garrick: Conclusion | Nr. 16         | Micheal Watkins   | Lukas Reiter & J. R. Orci                                                   | 2 december 2013   |
| Nadat Garrick, Reddington gevangen genomen en gemarteld heeft, steekt Reddington hem neer met een kleine schaar en verdwijnt daarna spoorloos. |    |                           |                |                   |                                                                             |                   |
| 11 | 11 | The Good Samaritan        | Nr. 106        | Dan Lerner        | Brandon Margolis & Brandon Sonnier                                          | 13 januari 2014   |
| The Good Samaritan is een dokter die vroeger is mishandeld door zijn moeder en hierdoor een seriemoordenaar is geworden. Als dokter komt hij in contact met mensen die mishandeld zijn door naaste familieleden. Zijn doel is om de mishandelaars te straffen, door ze op dezelfde manier te mishandelen als dat zij deden bij hun naasten.                                                                                      |    |                           |                |                   |                                                                             |                   |
| 12 | 12 | The Alchemist             | Nr. 101        | Vince Misiano     | Anthony Sparks                                                              | 20 januari 2014   |
| Een man die in staat is om iemand een heel ander uiterlijk en DNA te geven. |    |                           |                |                   |                                                                             |                   |
| 13 | 13 | The Cyprus Agency         | Nr. 64         | Micheal Watkins   | Lukas Reiter                                                                | 27 januari 2014   |
| Een adoptiebureau waar je baby's kunt adopteren die exact voldoen aan de door jou gestelde eisen. Hiervoor worden jonge meisjes ontvoerd, en in een soort coma maken zij het kind voor de aanstaande ouders. |    |                           |                |                   |                                                                             |                   |
| 14 | 14 | Madeline Pratt            | Nr. 73         | Micheal Zinberg   | Jim Campolongo                                                              | 24 februari 2014  |
| Voormalig professionele interesse van Reddington steelt het beeldje Effigy of Atargatis uit de Syrische ambassade waar lanceercodes in zitten voor een Russische nucleaire bom/raket. |    |                           |                |                   |                                                                             |                   |
| 15 | 15 | The Judge                 | Nr. 57         | Peter Werner      | Jonathan Shapiro & Lukas Reiter                                             | 3 maart 2014      |
| The Judge is een soort rechter die brieven krijgt van gevangenen die vinden dat ze onterecht vastzitten, vervolgens onderzoekt The Judge de zaken en als ze vindt dat ze inderdaad onschuldig vastzitten dan pakt ze degene op die ervoor verantwoordelijk zijn en houdt hen net zo lang vast als de gevangene is. Oog om oog, tand om tand.                                                                                     |    |                           |                |                   |                                                                             |                   |
| 16 | 16 | Mako Tanida               | Nr. 83         | Micheal Watkins   | Joe Carnahan, John Eisendrath, Jon Bokenkamp, Patrick Massett & John Zinman | 17 maart 2014     |
| Wanneer Mako Tanida uit een Japanse gevangenis ontsnapt en 2 FBI-agenten uit wraak vermoordt voor de schade die de FBI hem heeft aangedaan. Toen ze achter Reddington aanzaten leiden alle sporen naar hem toe. |    |                           |                |                   |                                                                             |                   |
| 17 | 17 | Ivan                      | Nr. 88         | Randy Zisk        | J. R. Orci & Amanda Kate Shuman                                             | 24 maart 2014     |
| Een programmeur komt om het leven bij een auto-ongeluk. Maar het blijkt dat zijn auto is gehackt. Dan wordt bij de NSA de "Skeleton key" gestolen; een sleutel waarmee je alle overheidscomputers kan hacken. Reddington denkt dat een Russische hacker genaamd Ivan de overval gepleegd heeft. |    |                           |                |                   |                                                                             |                   |
| 18 | 18 | Milton Bobbit             | Nr. 135        | Steven A. Adelson | Daniel Voll                                                                 | 31 maart 2014     |
| Een serie van moorden kan niet gekoppeld worden aan elkaar. Reddington komt met een naam van levensverzekeraar Milton Bobbit aanzetten die van gewone mensen huurmoordenaars maakt. |    |                           |                |                   |                                                                             |                   |
| 19 | 19 | The Pavlovich Brothers    | Nrs. 119 - 122 | Paul Edwards      | Elizabeth Benjamin                                                          | 21 april 2014     |
| De Pavlovich broers zijn gespecialiseerd in ontvoeringen van doelwitten met hoge waarde. Volgens Red zijn ze de volgende ontvoering aan het plannen. Het team probeert het volgende doelwit te beschermen, maar Red heeft zo zijn eigen agenda als het om de Pavlovich broers gaat. Ondertussen probeert Liz geduldig de waarheid over Tom aan de weet te komen.                                                                 |    |                           |                |                   |                                                                             |                   |
| 20 | 20 | The Kingmaker             | Nr. 42         | Karen Gaviola     | J. R. Orci & Lukas Reiter                                                   | 28 april 2014     |
| Nadat een politicus in Praag wordt beschuldigd van een moord, vermoedt Red dat het het werk van De Kingmaker is, een strateeg achter de opkomst van een aantal van 's werelds meest krachtige politici. Terwijl Red Liz helpt en de FBI hem wil pakken, ontdekt Liz een geheim dat Red al lang voor haar verborgen houdt. |    |                           |                |                   |                                                                             |                   |
| 21 | 21 | Berlin                    | Nr. 8          | Michael Zinberg   | John Eisendrath & Jon Bokenkamp                                             | 5 mei 2014        |
| Het kennen van de waarheid over haar vader, weigert Liz samenwerking Red. Red brengt de FBI een dwingende zaak; Liz laat zien wat ze weet over het leven van Tom. |    |                           |                |                   |                                                                             |                   |
| 22 | 22 | Berlin: Conclusion        | Nr. 8          | Michael Watkins   | Richard D'Ovidio                                                            | 12 mei 2014       |
| Met het achtervolgen van het mysterieuze gevangenentransportvliegtuig is de stad op slot als de autoriteiten op jacht zijn naar alle vluchters. Ondertussen, met Red in hechtenis, gebruikt Liz haar macht om hem eruit te krijgen, omdat hij de beste kans maakt alle verdachten te vinden. Hun belangrijkste doelstelling is het opsporen van Berlin, een gevangene op het vliegtuig die op een of andere manier betrokken is. |    |                           |                |                   |                                                                             |                   |

## Seizoen 2 (2014-2015)
| Nr. | #  | Titel                     | Blacklist Nr. | Regisseur         | Schrijver(s)                                                         | Datum uitzending  |
| --- | -- | ------------------------- | ------------- | ----------------- | -------------------------------------------------------------------- | ----------------- |
| 23  | 1  | Lord Baltimore            | Nr. 104       | Michael Watkins   | Jon Bokenkamp & John Eisendrath                                      | 22 september 2014 |
| 24  | 2  | Monarch Douglas Bank      | Nr. 112       | Paul Edwards      | Kristen Reidel & Amanda Kate Shuman & Daniel Knauf                   | 29 september 2014 |
| 25  | 3  | Dr. James Covington       | Nr. 89        | Karen Gaviola     | Lukas Reiter & J. R. Orci                                            | 6 oktober 2014    |
| 26  | 4  | Dr. Linus Creel           | Nr. 82        | Michael Watkins   | Mike Ostrowski                                                       | 13 oktober 2014   |
| 27  | 5  | The Front                 | Nr. 74        | Steven A. Adelson | Campolongo & Adam Sussman                                            | 20 oktober 2014   |
| 28  | 6  | The Mombasa Cartel        | Nr. 114       | David Platt       | Daniel Knauf                                                         | 27 oktober 2014   |
| 29  | 7  | The Scimitar              | Nr. 22        | Karen Gaviola     | J. R. Orci & Lukas Reiter                                            | 3 november 2014   |
| 30  | 8  | The Decembrist            | Nr. 12        | Michael Watkins   | John Eisendrath & Jon Bokenkamp                                      | 10 november 2014  |
| 31  | 9  | Luther Braxton            | Nr. 21        | Joe Carnahan      | J. R. Orci & Lukas Reiter & John Eisendrath & Jon Bokenkamp          | 1 februari 2015   |
| 32  | 10 | Luther Braxton Conclusion | Nr. 21        | Michael Watkins   | Mike Ostrowski & Jim Campolongo & Kristen Reidel & Vincent Angell    | 5 februari 2015   |
| 33  | 11 | Ruslan Denisov            | Nr. 67        | Andrew McCarthy   | Jonathan Shapiro & Lukas Reiter                                      | 12 februari 2015  |
| 34  | 12 | The Kenyon Family         | Nr. 71        | David Platt       | Vincent Angell & Daniel Knauf                                        | 19 februari 2015  |
| 35  | 13 | The Deer Hunter           | Nr. 93        | Andrew McCarthy   | Amanda Kate Shuman                                                   | 26 februari 2015  |
| 36  | 14 | T. Earl King VI           | Nr. 94        | Steven A. Adelson | Brandon Sonnier & Brandon Margolis                                   | 5 maart 2015      |
| 37  | 15 | The Major                 | Nr. 75        | Michael Watkins   | Jon Bokenkamp & John Eisendrath & Lukas Reiter                       | 12 maart 2015     |
| 38  | 16 | Tom Keen                  | Nr. 7         | Andrew McCarthy   | J. R. Orci & Lukas Reiter & Jon Bokenkamp & John Eisendrath          | 19 maart 2015     |
| 39  | 17 | The Longevity Initiative  | Nr. 97        | Donald Thorin Jr. | Lukas Reiter & J. R. Orci                                            | 26 maart 2015     |
| 40  | 18 | Vanessa Cruz              | Nr. 117       | Guy Ferland       | Vincent Angell & Daniel Knauf                                        | 2 april 2015      |
| 41  | 19 | Leonard Caul              | Nr. 62        | Michael Waxman    | Brandon Margolis & Brandon Sonnier & Kristen Reidel & Jim Campolongo | 23 april 2015     |
| 42  | 20 | Quon Zhang                | Nr. 87        | Karen Gaviola     | J. R. Orci & Lukas Reiter                                            | 30 april 2015     |
| 43  | 21 | Karakurt                  | Nr. 55        | Steven A. Adelson | Daniel Knauf                                                         | 7 mei 2015        |
| 44  | 22 | Tom Connolly              | Nr. 11        | Michael Watkins   | John Eisendrath & Jon Bokenkamp                                      | 14 mei 2015       |

## Seizoen 3 (2015-2016)
| Nr. | #  | Titel                      | Blacklist Nr. | Regisseur         | Schrijver(s)                                                                  | Datum uitzending |
| --- | -- | -------------------------- | ------------- | ----------------- | ----------------------------------------------------------------------------- | ---------------- |
| 45  | 1  | The Troll Farmer           | Nr. 38        | Michael Watkins   | Jon Bokenkamp & John Eisendrath                                               | 1 oktober 2015   |
| 46  | 2  | Marvin Gerard              | Nr. 80        | Andrew McCarthy   | Daniel Knauf & Brandon Sonnier & Brandon Margolis & J. R. Orci & Lukas Reiter | 8 oktober 2015   |
| 47  | 3  | Eli Matchett               | Nr. 72        | Steven A. Adelson | Lukas Reiter & J. R. Orci                                                     | 15 oktober 2015  |
| 48  | 4  | The Djinn                  | Nr. 43        | Omar Madha        | Daniel Cerone                                                                 | 22 oktober 2015  |
| 49  | 5  | Arioch Cain                | Nr. 50        | Alex Zakrzewski   | Dawn DeNoon                                                                   | 29 oktober 2015  |
| 50  | 6  | Sir Crispin Crandall       | Nr. 86        | Ami Canaan Mann   | Dave Thomas                                                                   | 5 november 2015  |
| 51  | 7  | Zal Bin Hasaan             | Nr. 31        | Michael Watkins   | Brandon Sonnier & Brandon Margolis                                            | 12 november 2015 |
| 52  | 8  | Kings of the Highway       | Nr. 108       | Terrence O'Hara   | Brian Studler                                                                 | 19 november 2015 |
| 53  | 9  | The Director               | Nr. 24        | Mary Lambert      | Daniel Cerone                                                                 | 7 januari 2016   |
| 54  | 10 | The Director: Conclusion   | Nr. 24        | John Terlesky     | Lukas Reiter                                                                  | 14 januari 2016  |
| 55  | 11 | Mr. Gregory Devry          | Nr. 95        | Alex Zakrzewski   | Daniel Knauf                                                                  | 21 januari 2016  |
| 56  | 12 | The Vehm                   | Nr. 132       | Michael Watkins   | Vincent Angell                                                                | 28 januari 2016  |
| 57  | 13 | Alistair Pitt              | Nr. 103       | Bill Roe          | Nicole Phillips & Adam Sussman                                                | 4 februari 2016  |
| 58  | 14 | Lady Ambrosia              | Nr. 77        | Tim Hunter        | Taylor Martin                                                                 | 11 februari 2016 |
| 59  | 15 | Drexel                     | Nr. 113       | Anton Cropper     | Dave Metzger                                                                  | 18 februari 2016 |
| 60  | 16 | The Caretaker              | Nr. 78        | Don Thorin, Jr.   | Dave Thomas                                                                   | 25 februari 2016 |
| 61  | 17 | Mr. Solomon                | Nr. 32        | Eagle Egilsson    | Brian Studler                                                                 | 7 april 2016     |
| 62  | 18 | Mr. Solomon: Conclusion    | Nr. 32        | John Terlesky     | Daniel Cerone                                                                 | 14 april 2016    |
| 63  | 19 | Cape May                   | -             | Michael Watkins   | Daniel Knauf                                                                  | 21 april 2016    |
| 64  | 20 | The Artax Network          | Nr. 41        | Don Thorin, Jr.   | Dawn DeNoon                                                                   | 28 april 2016    |
| 65  | 21 | Susan Hargrave             | Nr. 18        | Andrew McCarthy   | R. Orci & Lukas Reiter & Vincent Angell & Daniel Cerone & Brian Studler       | 5 mei 2016       |
| 66  | 22 | Alexander Kirk             | Nr. 14        | Michael Dinner    | Jon Bokenkamp & John Eisendrath & J. R. Orci & Lukas Reiter                   | 12 mei 2016      |
| 67  | 23 | Alexander Kirk: Conclusion | Nr. 14        | Bill Roe          | Lukas Reiter & J. R. Orci                                                     | 19 mei 2016      |

## Seizoen 4 (2016-2017)
| Nr. | #  | Titel                       | Blacklist Nr. | Regisseur          | Schrijver(s)                                                                | Datum uitzending  |
| --- | -- | --------------------------- | ------------- | ------------------ | --------------------------------------------------------------------------- | ----------------- |
| 68  | 1  | Esteban                     | Nr. 79        | Michael Watkins    | John Bokenkamp & John Eisendrath                                            | 22 september 2016 |
| 69  | 2  | Mato                        | Nr. 66        | Andrew McCarthy    | Daniel Cerone                                                               | 29 september 2016 |
| 70  | 3  | Miles McGrath               | Nr. 65        | John Terlesky      | Lukas Reiter                                                                | 6 oktober 2016    |
| 71  | 4  | Gaia                        | Nr. 81        | Bill Roe           | Peter Noah                                                                  | 13 oktober 2016   |
| 72  | 5  | The Lindquist Concern       | Nr. 105       | Kurt Kuenne        | Dawn DeNoon                                                                 | 20 oktober 2016   |
| 73  | 6  | The Thrushes                | Nr. 53        | Terrence O'Hara    | Daniel Knauf & Dave Metzger                                                 | 27 oktober 2016   |
| 74  | 7  | Dr. Adrian Shaw             | Nr. 98        | Andrew McCarthy    | Chap Taylor                                                                 | 3 november 2016   |
| 75  | 8  | Dr. Adrian Shaw: Conclusion | Nr. 98        | Michael Watkins    | Daniel Cerone                                                               | 10 november 2016  |
| 76  | 9  | Lipet's Seafood Company     | Nr. 111       | Don Thorin         | Lukas Reiter, Dawn Denoon & Dave Metzger                                    | 5 januari 2017    |
| 77  | 10 | The Forecaster              | Nr. 163       | Edward Ornelas     | Kim Newton                                                                  | 12 januari 2017   |
| 78  | 11 | The Harem                   | Nr. 102       | Bill Roe           | Marisa Tam                                                                  | 19 januari 2017   |
| 79  | 12 | Natalie Luca                | Nr. 184       | Michael Watkins    | Noah Schechter                                                              | 2 februari 2017   |
| 80  | 13 | Isabella Stone              | Nr. 34        | Andrew McCarthy    | Taylor Martin                                                               | 9 februari 2017   |
| 81  | 14 | The Architect               | Nr. 107       | Christine Gee      | Chap Taylor & Dave Metzger                                                  | 16 februari 2017  |
| 82  | 15 | The Apothecary              | Nr. 59        | Michael Caracciolo | Brian Studler & Marisa Tam                                                  | 23 februari 2017  |
| 83  | 16 | Dembe Zuma                  | Nr. 10        | Jean de Segonzac   | Brandon Margolis & Brandon Sonnier                                          | 20 april 2017     |
| 84  | 17 | Requiem                     | -             | Terrence O'Hara    | Kim Newton & Daniel Cerone                                                  | 20 april 2017     |
| 85  | 18 | Philomena                   | Nr. 61        | Michael Watkins    | Peter Noah                                                                  | 27 april 2017     |
| 86  | 19 | Dr. Bogdan Krilov           | Nr. 29        | Don Thorin         | Brian Studler & Marisa Tam & Lukas Reiter & John Eisendrath & Jon Bokenkamp | 4 mei 2017        |
| 87  | 20 | The Debt Collector          | Nr. 46        | Bill Roe           | Jon Bokenkamp & Lukas Reiter & Kim Newton & Daniel Cerone                   | 11 mei 2017       |
| 88  | 21 | Mr. Kaplan                  | Nr. 4         | Don Thorin         | Lukas Reiter & J. R. Orci & John Eisendrath                                 | 18 mei 2017       |
| 89  | 22 | Mr. Kaplan: Conclusion      | Nr. 4         | Michael Watkins    | Lukas Reiter & J. R. Orci & Jon Bokenkamp & John Eisendrath & Daniel Cerone | 18 mei 2017       |

## Seizoen 5 (2017-2018)
| Nr. | #  | Titel                     | Blacklist Nr. | Regisseur           | Schrijver(s)                                   | Datum uitzending  |
| --- | -- | ------------------------- | ------------- | ------------------- | ---------------------------------------------- | ----------------- |
| 90  | 1  | Smokey Putnum             | Nr. 30        | Bill Roe            | John Bokenkamp & John Eisendrath               | 27 september 2017 |
| 91  | 2  | Greyson Blaise            | Nr. 37        | Don Thorin          | Lukas Reiter & Jon Bokenkamp                   | 4 oktober 2017    |
| 92  | 3  | Miss Rebecca Thrall       | Nr. 76        | Adam Weisinger      | Jonathan Shapiro & Taylor Martin               | 11 oktober 2017   |
| 93  | 4  | The Endling               | Nr. 44        | Michael Watkins     | Noah Schechter                                 | 18 oktober 2017   |
| 94  | 5  | Ilyas Surkov              | Nr. 54        | Kurt Kuenne         | Brandon Margolis & Brandon Sonnier             | 25 oktober 2017   |
| 95  | 6  | The Travel Agency         | Nr. 90        | Terrence O'Hara     | Carla Kettner                                  | 1 november 2017   |
| 96  | 7  | The Kilgannon Corporation | Nr. 48        | Jean de Segonzac    | Lukas Reiter                                   | 8 november 2017   |
| 97  | 8  | Ian Garvey                | Nr. 13        | Bill Roe            | John Eisendrath & Jon Bokenkamp                | 15 november 2017  |
| 98  | 9  | Ruin                      | -             | Michael Caracciolo  | Sean Hennen                                    | 3 januari 2018    |
| 99  | 10 | The Informant             | Nr. 118       | Paul Holahan        | Noah Schechter                                 | 10 januari 2018   |
| 100 | 11 | Abraham Stern             | Nr. 100       | Andrew McCarthy     | Dave Metzger & Jon Bokenkamp & John Eisendrath | 17 januari 2018   |
| 101 | 12 | The Cook                  | Nr. 56        | Solvan "Slick" Naim | Peter Noah                                     | 31 januari 2018   |
| 102 | 13 | The Invisible Hand        | Nr. 63        | Andrew McCarthy     | Jonathan Shapiro & Lukas Reiter                | 7 februari 2018   |
| 103 | 14 | Mr. Raleigh Sinclair III  | Nr. 51        | Christine Gee       | Kelli Johnson                                  | 28 februari 2018  |
| 104 | 15 | Pattie Sue Edwards        | Nr. 68        | Donald Thorin, Jr.  | Carla Kettner                                  | 7 maart 2018      |
| 105 | 16 | The Capricorn Killer      | Nr. 19        | Bill Roe            | Taylor Martin                                  | 14 maart 2018     |
| 106 | 17 | Anna-Gracia Duerte        | Nr. 25        | Michael Caracciolo  | Lukas Reiter & Jonathan Shapiro                | 4 april 2018      |
| 107 | 18 | Zarak Mosadek             | Nr. 23        | Terrence O'Hara     | Sean Hennen                                    | 11 april 2018     |
| 108 | 19 | Ian Garvey: Conclusion    | Nr. 13        | Cort Hessler        | Carla Kettner & Katie Bockes                   | 25 april 2018     |
| 109 | 20 | Nicholas T. Moore         | Nr. 110       | Solvan "Slick" Naim | Jon Bokenkamp & Lukas Reiter                   | 2 mei 2018        |
| 110 | 21 | Lawrence Dane Devlin      | Nr. 26        | Bethany Rooney      | Carla Kettner & Sean Hennen                    | 9 mei 2018        |
| 111 | 22 | Sutton Ross               | Nr. 17        | Bill Roe            | John Eisendrath & Jon Bokenkamp & Lukas Reiter | 16 mei 2018       |

## Seizoen 6 (2018-2019)
| Nr. | #  | Titel                         | Blacklist Nr.  | Regisseur           | Schrijver(s)                                   | Datum uitzending |
| --- | -- | ----------------------------- | -------------- | ------------------- | ---------------------------------------------- | ---------------- |
| 112 | 1  | Dr. Hans Koehler              | Nr. 33         | Bill Roe            | Jon Bokenkamp & John Eisendrath                | 3 januari 2019   |
| 113 | 2  | The Corsican                  | Nr. 20         | Kurt Kuenne         | Jon Bokenkamp & John Eisendrath                | 4 januari 2019   |
| 114 | 3  | The Pharmacist                | Nr. 124        | Daniel Willis       | Lukas Reiter                                   | 11 januari 2019  |
| 115 | 4  | The Pawnbrokers               | Nrs. 146 & 147 | Lin Oeding          | Carla Kettner                                  | 18 januari 2019  |
| 116 | 5  | Alter Ego                     | Nr. 131        | John Terlesky       | Sean Hennen & Lukas Reiter                     | 1 februari 2019  |
| 117 | 6  | The Ethicist                  | Nr. 91         | Bill Roe            | Taylor Martin                                  | 8 februari 2019  |
| 118 | 7  | General Shiro                 | Nr. 116        | Kurt Kuenne         | Jonathan Shapiro & Lukas Reiter                | 15 februari 2019 |
| 119 | 8  | Marko Jankowics               | Nr. 58         | Bill Roe            | Lukas Reiter                                   | 22 februari 2019 |
| 120 | 9  | Minister D                    | Nr. 99         | Michael Caracciolo  | Noah Schechter & Jonathan Shapiro              | 22 februari 2019 |
| 121 | 10 | The Cryptobanker              | Nr. 160        | Terrence O'Hara     | Kelli Johnson                                  | 8 maart 2019     |
| 122 | 11 | Bastien Moreau                | Nr. 20         | Andrew McCarthy     | Jon Bokenkamp & John Eisendrath                | 15 maart 2019    |
| 123 | 12 | Bastien Moreau: Conclusion    | Nr. 20         | Christine Gee       | John Eisendrath, Jon Bokenkamp & Lukas Reiter  | 22 maart 2019    |
| 124 | 13 | Robert Vesco                  | Nr. 9          | Adam Weisinger      | Michael Perri                                  | 29 maart 2019    |
| 125 | 14 | The Osterman Umbrella Company | Nr. 6          | Bill Roe            | Sean Hennen                                    | 29 maart 2019    |
| 126 | 15 | Olivia Olson                  | Nr. 115        | Stephanie Marquardt | Lukas Reiter                                   | 5 april 2019     |
| 127 | 16 | Lady Luck                     | Nr. 69         | Bill Roe            | T Cooper & Allison Glock-Cooper                | 12 april 2019    |
| 128 | 17 | The Third Estate              | Nr. 136        | Andrew McCarthy     | Katie Bockes                                   | 19 april 2019    |
| 129 | 18 | The Brockton College Killer   | Nr. 92         | Lisa Robinson       | Sam Christopher                                | 26 april 2019    |
| 130 | 19 | Rassvet                       | -              | John Terlesky       | Sean Hennen                                    | 26 april 2019    |
| 131 | 20 | Guillermo Rizal               | Nr. 128        | Cort Hessler        | Noah Schechter                                 | 3 mei 2019       |
| 132 | 21 | Anna McMahon                  | Nr. 60         | Michael Caracciolo  | Taylor Martin & Kelli Johnson                  | 10 mei 2019      |
| 133 | 22 | Robert Diaz                   | Nr. 15         | Bill Roe            | Jon Bokenkamp & John Eisendrath & Lukas Reiter | 17 mei 2019      |

## Seizoen 7 (2019-2020)
| Nr. | #  | Titel                         | Blacklist Nr.  | Regisseur           | Schrijver(s)                    | Datum uitzending |
| --- | -- | ----------------------------- | -------------- | ------------------- | ------------------------------- | ---------------- |
| 134 | 1  | Louis T. Steinhil             | Nr. 27         | Bill Roe            | Jon Bokenkamp & John Eisendrath | 4 oktober 2019   |
| 135 | 2  | Louis T. Steinhil: Conclusion | Nr. 27         | Cort Hessler        | Lukas Reiter                    | 11 oktober 2019  |
| 136 | 3  | Les Fleurs Du Mal             | Nr. 150        | Lisa Robinson       | Kelli Johnson & Taylor Martin   | 18 oktober 2019  |
| 137 | 4  | Kuwait                        | -              | Stephanie Marquardt | Sean Hennen                     | 25 oktober 2019  |
| 138 | 5  | Norman Devane                 | Nr. 138        | Kurt Kuenne         | Noah Schechter                  | 1 november 2019  |
| 139 | 6  | Dr. Lewis Powell              | Nr. 130        | Christine Gee       | Sam Christopher                 | 8 november 2019  |
| 140 | 7  | Hannah Hayes                  | Nr. 125        | Adam Weisinger      | Daniel Cerone                   | 15 november 2019 |
| 141 | 8  | The Hawaladar                 | Nr. 162        | Paul Holahan        | Jon Bokenkamp & Lukas Reiter    | 22 november 2019 |
| 142 | 9  | Orion Relocation Services     | Nr. 159        | Stephanie Marquardt | Sean Hennen & Taylor Martin     | 6 december 2019  |
| 143 | 10 | Katarina Rostova              | Nr. 3          | Daniel Willis       | Daniel Cerone                   | 13 december 2019 |
| 144 | 11 | Victoria Fenberg              | Nr. 137        | Bill Roe            | T Cooper & Allison Glock-Cooper | 20 maart 2020    |
| 145 | 12 | Cornelius Ruck                | Nr. 155        | John Terlesky       | Lukas Reiter                    | 27 maart 2020    |
| 146 | 13 | Newton Purcell                | Nr. 144        | Michael Caracciolo  | Noah Schechter                  | 3 april 2020     |
| 147 | 14 | Twamie Ullulaq                | Nr. 127        | Victor Nelli Jr.    | Daniel Cerone                   | 10 april 2020    |
| 148 | 15 | Gordon Kemp                   | Nr. 158        | Andrew McCarthy     | Jonathan Shapiro & Lukas Reiter | 17 april 2020    |
| 149 | 16 | Nyle Hatcher                  | Nr. 149        | Tessa Blake         | Katie Bockes                    | 24 april 2020    |
| 150 | 17 | Brothers                      | -              | Mahesh Pailoor      | Sean Hennen                     | 1 mei 2020       |
| 151 | 18 | Roy Cain                      | Nr. 150        | Daniel Willis       | Aiah Samba                      | 8 mei 2020       |
| 152 | 19 | The Kazanjian Brothers        | Nrs. 156 & 157 | Michael Caracciolo  | Kelli Johnson & Sam Christopher | 15 mei 2020      |

## Seizoen 8 (2020-2021)
| Nr. | #  | Titel                        | Blacklist Nr. | Regisseur           | Schrijver(s)                                   | Datum uitzending |
| --- | -- | ---------------------------- | ------------- | ------------------- | ---------------------------------------------- | ---------------- |
| 153 | 1  | Roanoke                      | Nr. 139       | Andrew McCarthy     | Daniel Cerone                                  | 13 november 2020 |
| 154 | 2  | Katarina Rostova: Conclusion | Nr. 3         | Stephanie Marquardt | Lukas Reiter                                   | 20 november 2020 |
| 155 | 3  | 16 Ounce                     | -             | Andrew McCarthy     | John Eisendrath & Jon Bokenkamp & Lukas Reiter | 22 januari 2021  |
| 156 | 4  | Elizabeth Keen               | Nr. 1         | Cort Hessler        | Sean Hennen                                    | 29 januari 2021  |
| 157 | 5  | The Fribourg Confidence      | Nr. 140       | Andrew McCarthy     | Noah Schechter                                 | 5 februari 2021  |
| 158 | 6  | The Wellstone Agency         | Nr. 127       | Matthew McLoota     | Kelli Johnson                                  | 12 februari 2021 |
| 159 | 7  | Chemical Mary                | Nr. 143       | Christine Moore     | Daniel Cerone                                  | 19 februari 2021 |
| 160 | 8  | Ogden Greeley                | Nr. 40        | Michael Caracciolo  | Lukas Reiter                                   | 26 februari 2021 |
| 161 | 9  | The Cyranoid                 | Nr. 35        | Andrew McCarthy     | Allison Glock-Cooper & T Cooper                | 5 maart 2021     |
| 162 | 10 | Dr. Laken Perillos           | Nr. 70        | Phil Bertelsen      | Aiah Samba                                     | 12 maart 2021    |
| 163 | 11 | Captain Kidd                 | Nr. 96        | Andrew McCarthy     | Sam Christopher                                | 26 maart 2021    |
| 164 | 12 | Rakitin                      | Nr. 28        | Mahesh Pailoor      | Lukas Reiter                                   | 2 april 2021     |
| 165 | 13 | Anne                         | -             | Andrew McCarthy     | Sean Hennen                                    | 16 april 2021    |
| 166 | 14 | Misere                       | -             | Christine Gee       | Jon Bokenkamp & John Eisendrath                | 23 april 2021    |
| 167 | 15 | The Russian Knot             | -             | Juan Avella         | Katie Bockes                                   | 30 april 2021    |
| 168 | 16 | Nicholas Obenrader           | Nr. 133       | Daniel Willis       | Taylor Martin                                  | 7 mei 2021       |
| 169 | 17 | Ivan Stepanov                | Nr. 5         | Adam Weisinger      | David Merritt                                  | 14 mei 2021      |
| 170 | 18 | The Protean                  | Nr. 36        | Michael Caracciolo  | Justine Neubarth                               | 21 mei 2021      |
| 171 | 19 | Balthazar "Bino" Baker       | Nr. 129       | Christine Moore     | Lukas Reiter                                   | 28 mei 2021      |
| 172 | 20 | Godwin Page                  | Nr. 141       | John Terlesky       | Lukas Reiter                                   | 4 juni 2021      |
| 173 | 21 | Nachalo                      | -             | Kurt Kuenne         | John Eisendrath & Jon Bokenkamp & Lukas Reiter | 16 juni 2021     |
| 174 | 22 | Konets                       | -             | John Terlesky       | Jon Bokenkamp & John Eisendrath                | 23 juni 2021     |

## Seizoen 9 (2021-2022)
| Nr. | #  | Titel                             | Blacklist Nr. | Regisseur          | Schrijver(s)                    | Datum uitzending |
| --- | -- | --------------------------------- | ------------- | ------------------ | ------------------------------- | ---------------- |
| 175 | 1  | The Skinner                       | Nr. 45        | Christine Moore    | John Eisendrath & Lukas Reiter  | 21 oktober 2021  |
| 176 | 2  | The Skinner: Conclusion           | Nr. 45        | Matthew McLoota    | John Eisendrath & Lukas Reiter  | 28 oktober 2021  |
| 177 | 3  | The SPK                           | Nr. 178       | Christine Moore    | Daniel Cerone                   | 4 november 2021  |
| 178 | 4  | The Avenging Angel                | Nr. 49        | Andrew McCarthy    | Sean Hennen                     | 11 november 2021 |
| 179 | 5  | Benjamin T. Okara                 | Nr. 183       | Jono Oliver        | Noah Schechter                  | 18 november 2021 |
| 180 | 6  | Dr. Roberta Sand, Ph.D            | Nr. 153       | Andrew McCarthy    | T Cooper & Allison Glock-Cooper | 9 december 2021  |
| 181 | 7  | Between Sleep and Awake           | -             | Christine Moore    | Taylor Martin                   | 6 januari 2022   |
| 182 | 8  | Dr. Razmik Maier                  | Nr. 168       | Avi Youabian       | Justine Neubarth                | 13 januari 2022  |
| 183 | 9  | Boukman Baptiste                  | Nr. 164       | Andrew McCarthy    | David Merritt                   | 20 januari 2022  |
| 184 | 10 | Arcane Wireless                   | Nr. 154       | Michael Caracciolo | Sam Christopher                 | 25 februari 2022 |
| 185 | 11 | The Conglomerate                  | Nr. 142       | Adam Weisinger     | Aiah Samba                      | 4 maart 2022     |
| 186 | 12 | The Chairman                      | Nr. 171       | Bethany Rooney     | Katie Bockes                    | 18 maart 2022    |
| 187 | 13 | Genuine Models, Inc.              | Nr. 176       | Mahesh Pailoor     | T Cooper & Allison Glock-Cooper | 25 maart 2022    |
| 188 | 14 | Eva Mason                         | Nr. 181       | John Terlesky      | Taylor Martin                   | 1 april 2022     |
| 189 | 15 | Andrew Kennison                   | Nr. 185       | Mahesh Pailoor     | Lukas Reiter                    | 8 april 2022     |
| 190 | 16 | Helen Maghi                       | Nr. 172       | John Terlesky      | Daniel Cerone                   | 15 april 2022    |
| 191 | 17 | El Conejo                         | Nr. 177       | Andrew McCarthy    | Sean Hennen                     | 22 april 2022    |
| 192 | 18 | Laszlo Jankowics                  | Nr. 180       | Christine Gee      | Lukas Reiter                    | 29 april 2022    |
| 193 | 19 | The Bear Mask                     | -             | Matthew McLoota    | Noah Schechter                  | 6 mei 2022       |
| 194 | 20 | Caelum Bank                       | Nr. 169       | Cort Hessler       | Sean Hennen                     | 13 mei 2022      |
| 195 | 21 | Marvin Gerard: Conclusion, Part 1 | Nr. 80        | Christine Moore    | Daniel Cerone                   | 20 mei 2022      |
| 196 | 22 | Marvin Gerard: Conclusion, Part 2 | Nr. 80        | Cort Hessler       | Lukas Reiter                    | 27 mei 2022      |

## Seizoen 10 (2023)
| Nr. | #  | Titel                             | Blacklist Nr. | Regisseur          | Schrijver(s)                    | Datum uitzending |
| --- | -- | --------------------------------- | ------------- | ------------------ | ------------------------------- | ---------------- |
| 197 | 1  | The Night Owl                     | -             | Cort Hessler       | Lukas Reiter                    | 26 februari 2023 |
| 198 | 2  | The Whaler                        | Nr. 165       | Michael Caracciolo | Sean Hennen                     | 5 maart 2023     |
| 199 | 3  | The Four Guns                     | Nr. 199       | Matthew McLoota    | Katie Bockes                    | 12 maart 2023    |
| 200 | 4  | The Hyena                         | Nr. 200       | John Terlesky      | Daniel Cerone                   | 19 maart 2023    |
| 201 | 5  | The Dockery Affair                | -             | Ruben Garcia       | T Cooper & Allison Glock-Cooper | 26 maart 2023    |
| 202 | 6  | Dr. Laken Perillos: Conclusion    | Nr. 70        | Michael Caracciolo | Noah Schrechter                 | 2 april 2023     |
| 203 | 7  | The Freelancer: Part 2            | Nr. 145       | Cort Hessler       | Sam Christopher                 | 9 april 2023     |
| 204 | 8  | The Troll Farmer: Part 2          | Nr. 38        | Jono Oliver        | Taylor Martin                   | 16 april 2023    |
| 205 | 9  | The Troll Farmer: Part 3          | Nr. 38        | Christine Gee      | Lukas Reiter                    | 23 april 2023    |
| 206 | 10 | The Postman                       | Nr. 173       | Kevin Berlandi     | Justine Neubarth                | 30 april 2023    |
| 207 | 11 | The Man in the Hat                | -             | Olenka Densyenko   | Daniel Cerone                   | 7 mei 2023       |
| 208 | 12 | Dr. Michael Abani                 | Nr. 198       | Andrew McCarthy    | Noah Schechter                  | 14 mei 2023      |
| 209 | 13 | The Sicillian Error of Color      | -             | Mahesh Pailoor     | T Cooper & Allison Glock-Cooper | 21 mei 2023      |
| 210 | 14 | The Nowhere Bride                 | Nr. 192       | Bethany Rooney     | Christina Boada                 | 28 mei 2023      |
| 211 | 15 | The Hat Trick                     | -             | Adam Weisinger     | Katie Bockes & Sam Christopher  | 1 juni 2023      |
| 212 | 16 | Blair Foster                      | Nr. 39        | Saray Guidetti     | Taylor Martin                   | 1 juni 2023      |
| 213 | 17 | The Morgana Logistics Corporation | Nr. 167       | Andrew McCarthy    | James M. Feinberg               | 29 juni 2023     |
| 214 | 18 | Wormwood                          | Nr. 182       | Diego Klattenhoff  | Sam Eisendrath                  | 22 juni 2023     |
| 215 | 19 | Room 417                          | -             | Andrew McCarthy    | James M. Feinberg               | 29 juni 2023     |
| 216 | 20 | Arthur Hudson                     | -             | Christine Moore    | Sean Hennen                     | 6 juli 2023      |
| 217 | 21 | Raymond Reddington: Part 1        | Nr. 00        | Michael Caracciolo | Katie Bockes & Noah Schechter   | 13 juli 2023     |
| 218 | 22 | Raymond Reddington: Good Night    | Nr. 00        | Michael Caracciolo | Lukas Reiter                    | 13 juli 2023     |